# Valkarin
Valkarin is een plaats in de gemeente Poreč in de Kroatische provincie Istrië. De plaats telt 38 inwoners (2001).